# Петр (Мустяцэ)
Архиепископ Пе́тр (рум. Arhiepiscopul Petru; в миру Валерий Иванович Мустяцэ, рум. Valeriu Musteață; род. 29 октября 1967, Лупа-Реча, Страшенский район, Молдавская ССР) — епископ Русской православной церкви; архиерей Православной церкви Молдовы, архиепископ Унгенский и Ниспоренский.

## Биография
Из православной рабочий семьи. В 1985 году окончил среднюю школу в селе Кодрянка Страшенского района. С детства посещал Свято-Михаиловскую церковь в селе Кодрянка, в которой прислуживал пономарём и чтецом.
С 1986 по 1988 год служил в рядах советской армии в Митине Московской области.
С 1988 по 1992 год обучался в Одесской Духовной семинарии, которую окончил по первому разряду.
В 1992 году принял монашеский постриг с именем Петр, в честь святого Апостола Петра. Чин пострижения был совершен в Свято-Михаиловском монастыре в селе Киштелница его наместником архимандритом Никандром (Мунтяну).
12 июля 1992 года митрополитом Кишинёвским и всея Молдавии Владимиром (Кантаряном) был рукоположен во иеродиакона в Кишинёвском кафедральном соборе во имя великомученика Феодора Тирона. 28 августа 1992 года митрополитом Кишинёвским и всея Молдавии Владимиром был рукоположен во иеромонаха в том же кафедральном соборе.
10 сентября 1992 года митрополитом Кишинёвским и всея Молдавии Владимиром был назначен духовником Хынковского женского монастыря во имя преподобной Параскевы в селе Бурсук Ниспоренского района.
12 июля 1993 года в Хынковском монастыре митрополитом Кишинёвским и всея Молдавии был возведён в сан игумена.
В 1994 году поступил и в 1998 году окончил Киевскую Духовную академию по сектору заочного обучения.
В 1995 году был также назначен директором приюта для детей-сирот при Хынковском монастыре преподобной Параскевы.
В ноябре 1995 года митрополитом Кишинёвским и всея Молдавии Владимиром был возведён в сан архимандрита.
В 1996 году Святейшим Патриархом Московским и всея Руси Алексием награждён орденом святого равноапостольного князя Владимира III степени. В 1997 году по благословению митрополита Кишинёвского и всея Молдавии Владимира назначен членом Синода Православной Церкви Молдавии.
В 1997—2000 годах занимал должность председателя митрополичьего отдела монастырей и монашеской жизни при Молдавской митрополии.
В 1998—2000 годах исполнял также обязанности благочинного Унгенского уезда, имея под своим присмотром около ста церквей.
В 1999 году окончил юридический факультет Молдавского государственного университета.
В 2000 году награждён орденом Республики Молдова «Gloria Muncii», который был вручён ему президентом Петром Лучинским.
В 2002 году митрополитом Киевским и всея Украины Владимиром (Сабоданом) награждён юбилейной медалью «10 лет Харьковского Собора» I степени и орденом преподобного Нестора Летописца II степени.
В 2004 году по благословению митрополита Кишинёвского и всея Молдавии Владимира назначен председателем Епархиального суда.
Постановлением Священного Синода от 6 октября 2005 года архимандрит Петр (Мустяцэ) был избран епископом Ниспоренским, викарием Кишинёвской епархии.
Накануне визита в Кишинёв Патриарха Московского и всея Руси Алексия II, в ходе которого должно было состояться рукоположение архимандрита Петра, несколько десятков священников направили в Москву письмо, в котором обосновали нежелательность такого назначения.
12 ноября 2005 года в Свято-Успенском Каприянском мужском монастыре Молдовы Святейший Патриарх Алексий II возглавил чин наречения архимандрита Петра во епископа Ниспоренского.
13 ноября 2005 года в кафедральном соборе в честь Рождества Христова в Кишинёве хиротонисан во епископа Ниспоренского. Хиротонию совершили Патриарх Московский и всея Руси Алексий II, митрополиты Смоленский и Калининградский Кирилл (Гундяев), Калужский и Боровский Климент (Капалин), Кишинёвский и всея Молдавии Владимир (Кантарян), Одесский и Измаильский Агафангел (Саввин), Черновицкий и Буковинский Онуфрий (Березовский); архиепископы Екатеринбургский и Верхотурский Викентий (Морарь) и Вышгородский Павел (Лебедь); епископы Тираспольский и Дубоссарский Юстиниан (Овчинников), Кагульский и Комратский Анатолий (Ботнарь), Единецкий и Бричанский Доримедонт (Чекан), Дмитровский Александр (Агриков).
Решением Священного Синода от 6 октября 2006 года назначен епископом Унгенским и Ниспоренским.
16 октября группа священников не пропустила митрополита Владимира и епископа Петра в храм св. Александра Невского в Унгенах, где глава Кишинёвской митрополии должен был представить пастве нового епископа. При этом митрополиту Владимиру была вручена декларация о непризнании епископа Петра (Мустяцэ) главой Унгенской епархии. Как заявили авторы документа, епископ Петр не соответствует «моральным и интеллектуальным нормам, необходимым для того, чтобы отстаивать правую веру». В документе также содержалась просьба оставить округ Унген в составе Кишинёвской епархии. В итоге процедура представления епископа Петра была проведена в другом храме.
Решением Священного Синода от 21 августа 2007 года назначен епископом Хынковским, викарием Кишинёвской митрополии, с пребыванием в монастыре преподобномученицы Параскевы. Временное управление Унгенской епархией поручено осуществлять митрополиту Кишинёвскому Владимиру.
Решением Священного Синода от 24 декабря 2010 года избран епископом Унгенским и Ниспоренским.
В конце июня 2011 года назначен председателем Синодальной комиссии по канонизации святых Молдавской земли.
16 мая 2021 года, за усердное служение Церкви, за богослужением в Храме Христа Спасителя, патриархом Московским и всея Руси Кириллом епископ Пётр возведён в сан архиепископа.